# 아오야마 다다나리
아오야마 다다나리(일본어: 青山忠成, 1551년 9월 6일 ~ 1613년 4월 10일)는 센고쿠 시대부터 에도 시대 초기까지의 무장, 다이묘이다. 에도 막부 정봉행, 노중을 맡았으며 히타치 에도사키번 초대 번주를 지냈다. 아오야마 종가 시조.
| 전임 히코사카 모토마사 | 에도 정봉행 | 후임 나이토 기요나리 |

|  | 제1대 에도사키번 번주 (아오야마가) 1601년 ~ 1613년 | 후임 아오야마 다다토시 |